# 卡洛斯·德拉里奥斯
卡洛斯·德拉里奥斯（英語：Carlos Delarios）美国音频工程师。他曾4次被提名奥斯卡最佳音响效果奖。1980年至2008年间，德拉里奥斯参与制作了130多部电影。

## 部分影视作品
- 战争游戏（英语：WarGames） (1983)[1]
- 2010 (1984)[2]
- 机械战警 (1987)[3]
- 全面回忆 (1990)[4]